# راسموس ليندكفيست
راسموس ليندكفيست (بالسويدية: Rasmus Lindkvist)‏ (16 مايو 1990 بستوكهولم في السويد - ) هو لاعب كرة قدم سويدي في مركز الدفاع. لعب مع نادي أوسترسوند ونادي دلكورد ونادي فوليرينغا وSkellefteå FF ‏.

## روابط خارجية
- راسموس ليندكفيست على موقع اتحاد النرويج (النرويجية)
- راسموس ليندكفيست على موقع اتحاد السويد (السويدية)
- راسموس ليندكفيست على موقع قاعدة بيانات كرة القدم.إي يو (الإنجليزية)
- راسموس ليندكفيست على موقع Soccerway.com (الإنجليزية)